# Casale di Scodosia
Casale di Scodosia är en ort och kommun i provinsen Padova i regionen Veneto i Italien. Kommunen hade 4 846 invånare (2018).